# Alexander Megos
Alexander „Alex“ Megos (* 12. August 1993 in Erlangen) ist ein deutscher Sportkletterer. Er ist besonders für das Begehen von Felsrouten in hohen Schwierigkeitsgraden bekannt, darunter drei 9b+ (5.15c; Perfecto Mundo, Bibliographie und Change).

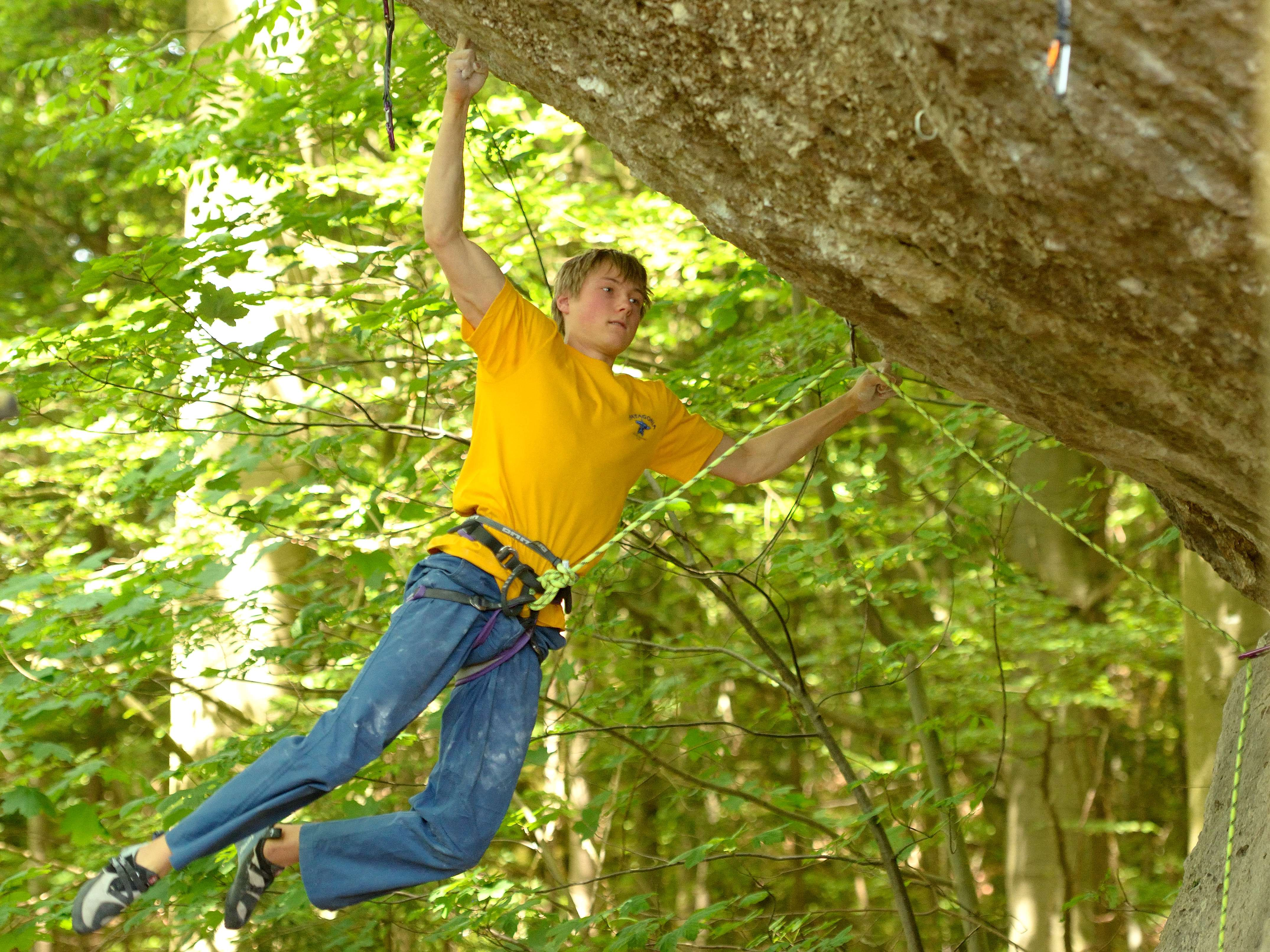
Alexander Megos in der Route „Action Directe“, 2014

## Kindheit und Jugend
Megos begann im Alter von sechs Jahren mit dem Klettersport. Mit seinem Vater kletterte er mit zehn Jahren Mehrseillängenrouten bis zu 300 m. Ab dem Jahr 2006 trainierte Megos im Landesstützpunkt „Franken“ des Kletterfachverbandes Bayern und später am Bundesstützpunkt Sportklettern in Erlangen-Nürnberg. Dieser wurde von Patrick Matros und Ludwig „Dicki“ Korb betreut, die Megos bis heute trainieren und coachen.

## Wettkampfklettern
Seit 2006 nimmt Alexander Megos aktiv an Kletterwettkämpfen teil. Er startet für die Sektion Erlangen des Deutschen Alpenvereins. Er gewann zwei Jugend-Europameistertitel (2009 und 2010) und einen Jugend-Vizeweltmeistertitel (2011). Im Jahr 2009 gewann er zudem jeden Einzelwettkampf der EYC-Serie.
Megos war 2017 Vizeeuropameister im Bouldern und gewann am 21. Juli 2018 seinen ersten Lead-Weltcup in Briançon, Frankreich.
Bei den Kletterweltmeisterschaften 2018 und 2023 gewann er die Bronzemedaille im Leadklettern. Sein zweiter Platz 2019 qualifizierte ihn für die Olympischen Sommerspiele 2020. Dort erreichte er in der Qualifikation den neunten Platz und verpasste somit knapp das Finale.
In der olympischen Qualifikationsserie qualifizierte er sich für die Olympischen Sommerspiele 2024 in Paris. Dort erreichte er den 13. Platz.

## Felsklettern

### Anfänge und internationaler Durchbruch
2007 gelang Megos seine erste mit 8a (5.13a) bewertete Route. 2009 kletterte er mit Drive by shooting seine erste 8c (5.14b), 2011 mit San Ku Kai seine erste 9a (5.14d).
Im März 2013 hielt sich Megos in Siurana, Spanien, auf. Ursprünglich hatte er geplant, die Route La Rambla zu begutachten, konnte sie aber im Kletterführer nicht finden. Er entschloss sich daher, eine andere Route zu probieren, bis seine Freunde ihm weiterhelfen konnten. Die Wahl fiel auf die Route Estado Critico, die er im ersten Versuch durchkletterte. Erst im Anschluss wurde ihm bewusst, dass er dadurch als Erster eine Onsight-Begehung einer 9a-Route geleistet hatte.

### Etablierung als Felsspezialist
Im August 2013 kletterte Megos mit R.E.D. (9a) die schwerste Route und mit Wheelchair den schwersten Boulder des australischen Kontinents. Aufgrund der für einen Boulder ungewöhnlichen Länge bewertete er dessen Schwierigkeit nicht nach der üblichen Boulder-Skala, sondern auf der französischen Routen-Skala mit 9a+ (5.15a).
Alexander Megos ist bekannt für Wiederholungen von schweren Felskletterrouten mit vergleichsweise wenig Versuchen bzw. geringer Vorbereitung. Von Mitte April bis Mitte Juni des Jahres 2014 gelangen ihm in seinem Hausklettergebiet, der Fränkischen Schweiz, 9 Routen im Grad 9a (5.14d) bzw. 9a+ (5.15a) und 8 Routen im Grad 8c+ (5.14c), darunter Modified 9a+, eine der schwersten Routen der Gegend. Außerdem gelang ihm eine Rotpunktbegehung der Action Directe, innerhalb von zwei Stunden nach dem ersten Versuch, was einen Rekord darstellt. Darüber hinaus sicherte er sich die bisher einzige Ein-Tages-Begehung der Route Biographie/Realization (9a+) in Céüse, Frankreich. Kurz danach konnte er zusammen mit Roger Schäli die 20-Seillängen-Route FLY 8c (5.14b) an der Staldeflue, Schweiz, erstbegehen, die zu den schwersten Bigwall-Kletterrouten der Welt gezählt werden kann.

### Durchsetzung an der Weltspitze
Am 1. Oktober 2015 kletterte er die Route Supernova in der Fränkischen Schweiz und etablierte damit vermutlich die erste Route im Grad 11+ (UIAA; 9a+/9b) im deutschsprachigen Raum. Mit der Begehung der Route First Round First Minute gelang ihm im Dezember desselben Jahres seine erste Kletterlinie im Grad 9b (5.15b).
Am 9. Mai 2018 sicherte er sich die Erstbegehung der Route Perfecto Mundo in Margalef, Spanien, einer von Chris Sharma eingebohrten und über längere Zeit projektierten Linie, die Megos in den Tagen vor seiner Begehung mehrere Male zusammen mit Sharma versucht hatte. Er bewertete sie mit 9b+ (5.15c).
Im Mai 2020 gelang Megos mit dem 8C-Boulder Upgrade U (V15) der härteste Boulder der Fränkischen Schweiz.
Am 5. August 2020 kletterte er nach ca. 60 Tagen Projektieren und spezifischem Training die 2009 von Ethan Pringle eingebohrte Route Bibliographie in Céüse, für die er den Schwierigkeitsgrad 9c (5.15d) vorschlug. Damit wäre er nach Adam Ondra mit Silence der zweite Kletterer gewesen, dem dieser Grad gelang. Der Italiener Stefano Ghisolfi wiederholte jedoch die Route am 24. August 2021 und wertete den Schwierigkeitsgrad auf 9b+ (5.15c) ab. Sean Bailey bestätigte diesen Grad knapp zwei Monate später.
Kurz nach seinem frühen Ausscheiden bei den olympischen Sommerspielen in Paris gelang ihm am 22. August 2024 die dritte Wiederholung der Route Change, einer von Adam Ondra eingerichteten und erstbegangenen Route in der Flatanger-Höhle in Norwegen.
Im April 2025 befreite er im Klettergebiet Buoux die Route Le Grand Saccage (9a+/b). Die Linie wurde etwa zehn Jahre vorher von Adrien Boulon eingerichtet, ist jedoch nie frei geklettert worden.

## Privatleben
Megos ernährt sich nach eigenen Angaben vegan. Er setzt sich für Klimaschutz ein und versucht, trotz des Wettkampfkalenders so wenig wie möglich zu fliegen. Unter dem Namen Carrots for Power verkauft er T-Shirts, deren Erlös an verschiedene NGOs geht.

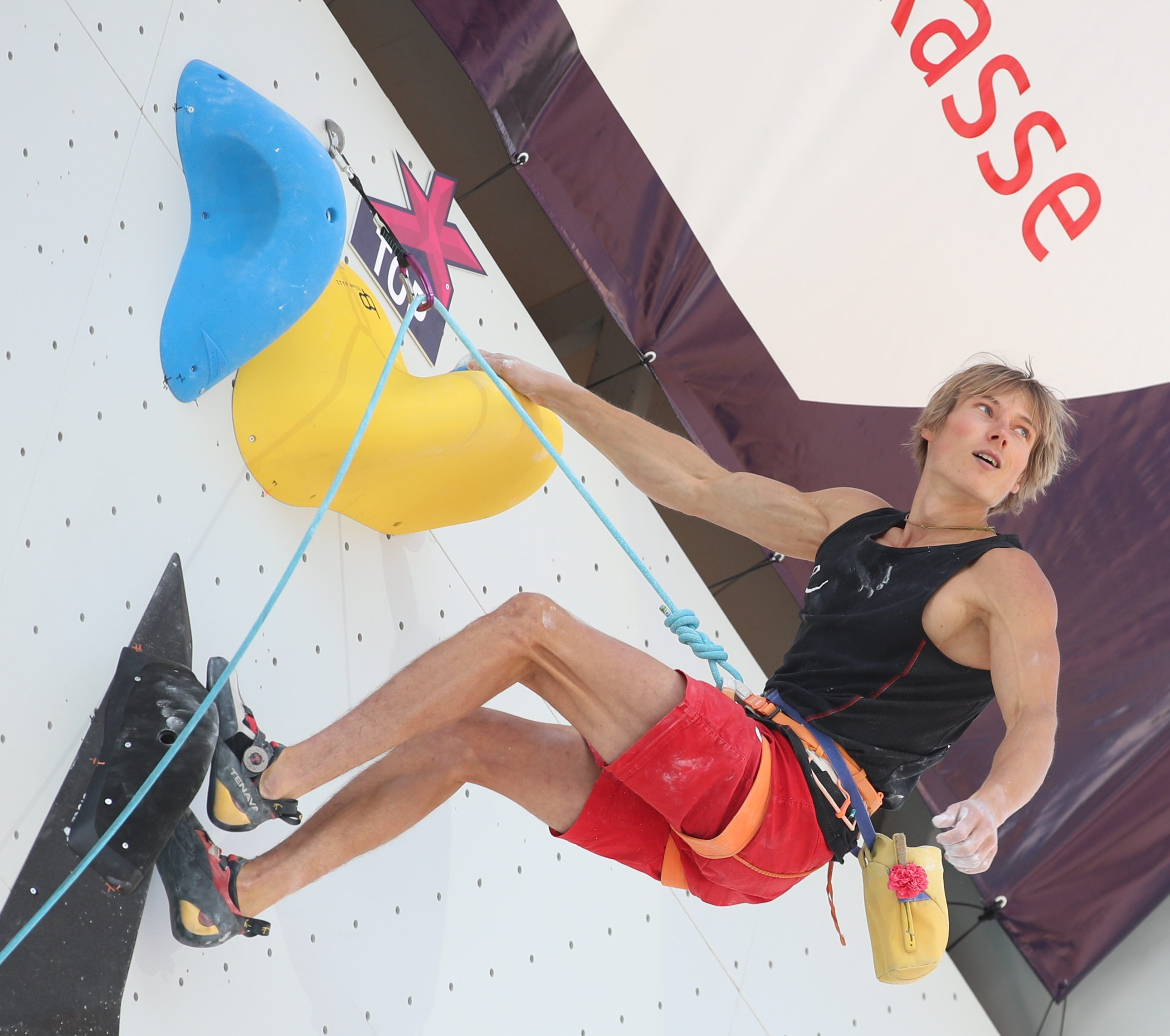
Alexander Megos bei den Europameisterschaften 2022 in München.

## Wettkampferfolge (Auswahl)
- Zweiter Platz Kletterweltcup 2023 in der Disziplin Lead
- Vizeweltmeister im Lead in Hachiōji, Japan (2019) sowie Dritter bei der Weltmeisterschaft in Innsbruck, Österreich (2018)[23] und bei der Weltmeisterschaft in Bern (2023)
- Vizeeuropameister im Bouldern in München (2017)
- Neunter Platz bei den Olympischen Spielen in Tokio, Japan (2021)
- 13. Platz bei den Olympischen Spielen in Paris, Frankreich (2024)
- Weltcuppodestplätze in der Disziplin Lead
  - Sieger in Briançon, Frankreich (2018)[24]
  - Zweiter in Kranj, Slowenien (2017); in Chamonix, Frankreich (2019); in Villars, Schweiz (2021) sowie in Innsbruck, Österreich (2023, 2024)
  - Dritter in Chamonix, Frankreich (2018); in Villars, Schweiz (2019 und 2023) sowie in Briançon, Frankreich (2022)
- Europameister, Jugend A (2009 und 2010)
- Vizeweltmeister Jugend (2011)
- Deutscher Jugend-Meister (2008)

## Kletterrouten (Auswahl)

### Lead

#### 9b+ (5.15c)
- Perfecto Mundo – 9. Mai 2018 – Margalef, Spanien – Erstbegehung[25]
- Bibliographie – 5. August 2020 – Céüse, Frankreich – Erstbegehung; von Alexander Megos ursprünglich mit 9c (5.15d) bewertet, aber von Stefano Ghisolfi und Sean Bailey abgewertet auf 9b+[26]
- Change – 22. August 2024 – Flatanger, Norwegen – Dritte Wiederholung der von Adam Ondra erstbegangenen Route[27]

#### 9b/+ (5.15b/c)
- King Capella – November 2021 – Siurana, Spanien[28]
- Sleeping Lion – Januar 2024 – Siurana, Spanien – erste Wiederholung, vorgeschlagener Grad: 9b[29][30]
- Touareg Blanco – Januar 2025 – Margalef, Spanien – Erstbegehung[31]

#### 9b (5.15b)
- First round first minute – Dezember 2015 – Margalef, Spanien – dritte Begehung[32]
- Fight Club – August 2016 – Canmore, Kanada – Erstbegehung
- Mejorando Imagen – März 2021 – Margalef, Spanien
- La Capella – Dezember 2021 – Siurana, Spanien
- Ratstaman Vibrations – 31. Juli 2022 – Céüse, Frankreich – Erstbegehung
- The Full Journey – Oktober 2022 – Margalef, Spanien – Erstbegehung
- Move – 3. September 2024 – Flatanger, Norwegen – vorgeschlagener Grad: 9b/+ ohne Knieschoner

#### 9a+/9b (5.15a/b)
- Supernova – Oktober 2015 – Frankenjura, Deutschland – Erstbegehung
- La Furia De Jabali – November 2021 – Siurana, Spanien
- Chan Chan Bastards – Oktober 2022 – Margalef, Spanien – Erstbegehung

#### 9a+ (5.15a)
- La Rambla – März 2013 – Siurana, Spanien – im zweiten Versuch
- Corona – Mai 2013 – Frankenjura, Deutschland
- Wheelchair – November 2013 – Hollow Mountain Cave, Australien – Erstbegehung
- Modified – Juni 2014 – Frankenjura, Deutschland – Erstbegehung[33]
- Biographie/Realization – Juli 2014 – Céüse, Frankreich – im dritten Versuch
- Geocache – September 2014 – Frankenjura, Deutschland – Erstbegehung
- Thor's Hammer – August 2015 – Flatanger, Norwegen – erste Wiederholung
- Demencia senil – November 2015 – Margalef, Spanien – im dritten Versuch
- First Ley – Januar 2016 – Margalef, Spanien
- Super Crackinette – Oktober 2016 – Saint Léger du Ventoux, Frankreich – Erstbegehung
- Becoming – Oktober 2016 – Frankenjura, Deutschland – erste Wiederholung
- Clash of the titans – Juni 2017 – Nassereith, Österreich – Erstbegehung
- Companion of change – Juni 2017 – Zillertal, Österreich – erste Wiederholung
- Jungle Boogie – Juni 2017 – Céüse, Frankreich – im vierten Versuch
- Jaws 2 – Oktober 2017 – Rumney, USA – im dritten Versuch
- Et Pour quelques dégaines de plus – 21, März 2021 – Saint Léger du Ventoux, Frankreich – Erstbegehung
- Hello Kitty – April 2021 – Frankenjura, Deutschland – Erstbegehung
- La Samfaina – 10. Mai 2022 – Margalef, Spanien
- Red Ram – Oktober 2022 – Montserrat, Spanien
- Pink Patatas – Oktober 2022 – Margalef, Spanien – Erstbegehung
- Lazarus – September 2023 – Frankenjura, Deutschland

#### 9a/+ (5.14d/5.15a)
- Cadafist – März 2021 – Saint Léger du Ventoux, Frankreich
- La Castagne – März 2021 – Saint Léger du Ventoux, Frankreich – erste Wiederholung
- Wunderheiler – September 2021 – Frankenjura, Deutschland – erste Wiederholung
- Gancho Perfecto – Oktober 2022 – Margalef, Spanien
- The Journey – Oktober 2022 – Margalef, Spanien
- Tierra Negra – Oktober 2023 – Margalef, Spanien

#### 9a (5.14d)
- Pure Imagination – November 2012 – Red River Gorge, Kentucky, USA – Flash
- Estado critico – März 2013 – Siurana, Spanien – weltweit erste Onsight-Begehung dieses Grades
- Classified – April 2013 – Frankenjura, Deutschland – Erstbegehung; im vierten Versuch
- Dicker Bert – Juni 2013 – Frankenjura, Deutschland – Erstbegehung
- R.E.D. – August 2013 – Blue Mountains, Australien – Erstbegehung
- Nice Freshly Baked – Mai 2014 – Frankenjura, Deutschland – Erstbegehung
- Action Directe – Mai 2014 – Frankenjura, Deutschland – im dritten Versuch
- Janus – Juni 2014 – Frankenjura, Deutschland – Erstbegehung
- Et dieu créa la Flemme – Juli 2014 – Céüse, Frankreich – Erstbegehung
- Sonic Kaboom – September 2014 – Frankenjura, Deutschland – Erstbegehung[34]
- Schweinebaumeln – April 2015 – Elphinstone, Blue Mountains, Australien – Erstbegehung[35]
- Der Barde besingt die Wunder des Tages – August 2015 – Frankenjura, Deutschland – Erstbegehung[36]
- Super Pod – Oktober 2015 – New River Gorge, West Virginia, USA – Erstbegehung[37]
- La Ley Indignata – Januar 2016 – Margalef, Spanien – Erstbegehung[38]
- Pasito a Pasito – März 2017 – Valle de los Condores, Chile – Erstbegehung
- Biologico – Mai 2017 – Narango, Italien
- TCT – Mai 2017 – Gravere, Italien – Onsight
- Speed Intégrale – August 2017 – Voralpsee, Schweiz
- Im Reich des Shogun – August 2017 – Basler Jura, Schweiz – im dritten Versuch, zweite Wiederholung
- Coup de Grace – September 2017 – Tessin, Schweiz – im dritten Versuch, dritte Wiederholung
- Zoolander – November 2019 – Red River Gorge, USA – Erstbegehung
- Pornographie – Juni 2020 – Céüse, Frankreich – Erstbegehung
- Heiliger Gral – Juli 2020 – Frankenjura, Deutschland – im zweiten Versuch
- Intermezzo XY ungelöst – September 2021 – Plombergstein, Österreich – Flash
- Meiose – Oktober 2021 – Charmey, Schweiz
- Kulebras gemelas – Dezember 2021 – Margalef, Spanien – Erstbegehung
- Patatas Pantera – Oktober 2022 – Margalef, Spanien – Erstbegehung
- Perfecto Passat – Oktober 2022 – Margalef, Spanien
- Hello – August 2023 – Hell, Norwegen
- The Maze – Oktober 2023 – Margalef, Spanien – Erstbegehung
- Widowmaker – Oktober 2023 – Margalef, Spanien
- Little Badder – 25. August 2024 – Flatanger, Norwegen
- Illusionist – 4. September 2024 – Flatanger, Norwegen

#### 8c+/9a (5.14c/d)
- Hubble – Mai 2016 – Raven Tor, Großbritannien[39]
- Era Vella – April 2018 – Margalef, Spanien
- Underground – September 2020 – Valle del Sarca, Italien – Flash

#### 8c+ (5.14c)
- La Ley Innata – Januar 2014 – Margalef, Spanien
- Capricorn – Oktober 2017 – Leonidi, Griechenland – Flash
- The Last Dance – September 2020 – Frankenjura, Deutschland – Erstbegehung
- Crackinette – März 2021 – Saint Léger du Ventoux, Frankreich
- La Ligne Claire – März 2021 – Saint Léger du Ventoux, Frankreich
- Chromosone Y – Oktober 2021 – Charmey, Schweiz – Flash
- Patatas el Villano – Oktober 2022 – Margalef, Spanien – Erstbegehung
- Patatas Satan – Oktober 2022 – Margalef, Spanien – Erstbegehung
- Pink Pantera – Oktober 2022 – Margalef, Spanien
- Za Staro Kolo In Majhnega Psa – März 2023 – Mišja Peč, Slowenien

#### 8c/+ (5.14b/5.14c)
- Natural Present – Mai 2017 – Narango, Italien – Onsight
- Rêve de Poutre – März 2021 – Saint Léger du Ventoux, Frankreich

#### 8c (5.14b)
- Solitary Man – Oktober 2015 – Frankenjura, Deutschland – Onsight
- La tournée du patron – März 2021 – Saint Léger du Ventoux, Frankreich
- Les petits chefs des néant – März 2021 – Saint Léger du Ventoux, Frankreich
- L’étrave – März 2021 – Saint Léger du Ventoux, Frankreich
- Off the Tractor – Oktober 2022 – Margalef, Spanien
- Patan el villano – Oktober 2022 – Margalef, Spanien – Flash
- Patan Satan – Oktober 2022 – Margalef, Spanien

#### Traditionelle Routen
- The Path (5.14aR) – August 2016 – Lake Louise, Kanada – Flash

### Boulder

#### 8C (V15)
- Lucid Dreaming – Januar 2015 – Buttermilks, Kalifornien, USA – dritte Begehung
- Orochi – März 2015 – Kanoto, Japan – Dritte Begehung; innerhalb von 2 Stunden[40]
- Monkey Wedding – Juli 2017 – Rocklands, Südafrika
- Finnish Line – Juli 2017 – Rocklands, Südafrika
- Bongo – Dezember 2019 – Frankenjura, Deutschland – dritte Wiederholung
- Half Life – April 2020 – Frankenjura, Deutschland – erste Wiederholung
- Upgrade U – Mai 2020 – Frankenjura, Deutschland – Erstbegehung
- Dreamtime – Dezember 2020 – Cresciano, Schweiz
- The Story of two worlds – Dezember 2020 – Cresciano, Schweiz
- Le Dernier Fléau – April 2021 – Fontainebleau, Frankreich

#### 8B+/C (V14/15)
- Wrath of the Lich King – September 2014 – Frankenjura, Deutschland – erste Wiederholung
- Opposing Force – September 2020 – Frankenjura, Deutschland – Erstbegehung

#### 8B+ (V14)
- Pigeon Superstition – Juli 2013 – Grampians, Australien
- Bad Boyz for Life – April 2014 – Frankenjura, Deutschland – Erstbegehung
- Unendliche Geschichte – April 2014 – Magic Wood, Schweiz
- Amandla – Juli 2014 – Rocklands, Südafrika
- Olifants Dawn – August 2014 – Rocklands, Südafrika
- Sky – August 2014 – Rocklands, Südafrika
- Meadowlark Lemon – November 2014 – Red Rocks, Kalifornien, USA
- Montecore – November 2014 – Frankenjura, Deutschland
- Direct North – Januar 2015 – Buttermilks, Kalifornien, USA
- Double Demerit – März 2015 – Australien – erste Wiederholung
- Trainspotting – Oktober 2016 – Göteborg, Schweden – Erstbegehung
- Power Animal sit start – November 2019 – Buttermilks, Kalifornien, USA – Erstbegehung
- Le Premier Fléau – April 2021 – Fontainebleau, Frankreich – Erstbegehung
- Supertanker – April 2021 – Fontainebleau, Frankreich
- Når Hyenene Våkner – August 2023 – Vingsand, Norwegen
- Shantaram – August 2023 – Vingsand, Norwegen
- Wolverine – August 2023 – Vingsand, Norwegen

#### 8B/+ (V13/14)
- Terre de Sienne – Februar 2013 – Hueco Tanks, Texas, USA

#### 8B (V13)
- Das Pumpenhausen Testpiece – Mai 2013 – Porth Ysgo, Wales – Erstbegehung
- Diamanten – August 2023 – Vingsand, Norwegen
- Hulefesten – August 2023 – Vingsand, Norwegen – Flash
- Ormen Lange – August 2023 – Vingsand, Norwegen – Flash
- Propellen – August 2023 – Vingsand, Norwegen
- The Bavarian – August 2023 – Vingsand, Norwegen – Erstbegehung
- Under Your Nose – August 2023 – Vingsand, Norwegen
- Verden på Lørdag – August 2023 – Vingsand, Norwegen – Flash
- Mini – August 2023 – Hell, Norwegen
- Marmelade auf der Schulter – Oktober 2023 – Maltatal, Österreich
- Power of Goodbye – Oktober 2023 – Maltatal, Österreich
- Wrestling with an Alligator – Oktober 2023 – Maltatal, Österreich – Flash

#### Als Routen bewertete Boulder
- The Wheel of Life (9a/+) – Juli 2013 – Grampians, Australien
- Wheelchair (9a+) – Juli 2013 – Grampians, Australien – Erstbegehung

## Ehrungen
- Golden Piton 2013
- Nomination Salewa Rock Award 2013, 2014 und 2018
- Winner Salewa Rock Award 2015[41]

## TV-Auftritte
- Aktuelles Sportstudio am 8. September 2019[42]
- Tigerenten Club am 1. Dezember 2019[43]